# 2708 Burns
Burns (asteroide 2708) é um asteroide da cintura principal, a 2,5566697 UA. Possui uma excentricidade de 0,1718899 e um período orbital de 1 981,42 dias (5,43 anos).
Burns tem uma velocidade orbital média de 16,95116195 km/s e uma inclinação de 2,78146º.
Este asteroide foi descoberto em 24 de novembro de 1981 por Edward Bowell.